# Gemensamma resolutionsmekanismen
Gemensamma resolutionsmekanismen (engelska: Single Resolution Mechanism, SRM) är en av grundpelarna för bankunionen inom Europeiska unionen. Resolutionsmekanismen trädde i kraft den 19 augusti 2014 och är direkt ansvarig för resolutioner av enheter som står under direkt tillsyn av Europeiska centralbanken (ECB) och andra gränsöverskridande institut. SRM styrs av en styrelse som består av en ordförande, en vice ordförande, fyra ledamöter och representanter för de nationella resolutionsmyndigheterna.
Efter underrättelse från ECB om att en bank är på väg att fallera eller kommer sannolikt att fallera, kan styrelsen anta ett resolutionsförfarande, inklusive relevanta resolutionsverktyg och användning av den gemensamma resolutionsfonden som inrättats genom förordning (EU) nr 806/2014. Resolutionsfonden syftar till att säkerställa en enhetlig tillämpning av resolutioner inom SRM.
Hela euroområdet omfattas av SRM. Därutöver kan övriga EU-länder välja att omfattas av bestämmelserna genom att ansluta sig till bankunionen. Bulgarien och Kroatien gjorde så under 2020; Kroatien införde senare euron (1 januari 2023).

## Lagstiftning
SRM regleras genom en förordning som är bindande för hela EU, men endast tillämplig i euroområdet samt övriga medlemsstater som väljer att ingå i bankunionen. Resolutionsfonden regleras genom ett mellanstatligt avtal som alla EU-länder utom Sverige har ingått, men som endast är bindande för euroområdet samt övriga medlemsstater som ingår i bankunionen.
- Europaparlamentets och rådets förordning (EU) nr 806/2014 av den 15 juli 2014 om fastställande av enhetliga regler och ett enhetligt förfarande för resolution av kreditinstitut och vissa värdepappersföretag inom ramen för en gemensam resolutionsmekanism och en gemensam resolutionsfond och om ändring av förordning (EU) nr 1093/2010
- Agreement on the transfer and mutualisation of contributions of the Single Resolution Fund